# المنازل مسبقة الصنع

إنشاء منزل مسبق الصنع (Click here for a time-lapse video)

 المنازل المسبقة الصنع , (وغالبا ما يشار إلى  البيوت الجاهزة) هي أنواع المساكن المتخصصة من الابنية المسبقة الصنع، التي يتم تصنيعها خارج الموقع في وقت مبكر أي قبل البدء بتنفيذ المشروع، وعادة في أقسام يمكن شحنها بسهولة وتجميعها في الموقع بسهولة.كما أن بعض تصاميم المنازل الجاهزة تتضمن تفاصيل معمارية مستوحاة من عمارة ما بعد الحداثة أو العمارة المستقبلية.

## أصل الكلمة
كلمة «الجاهزة» ليس مصطلح صناعي مثل صناعة وحدات المنزل، المنازل المصنعة، ألواح النزل، المنازل المصنعة في الموقع.
انما هذا المصطلح هو خليط من أنظمة بناء وتجميع ودمج ألواح وقطع وأجزاء المبنى. واليوم فهو أكشر من انه مجرد منزل، وانما هذه هي الحداثة، ليست على بناء المنازل كلها بنفس النمط من الإنشاء.

## المنازل المصنعة

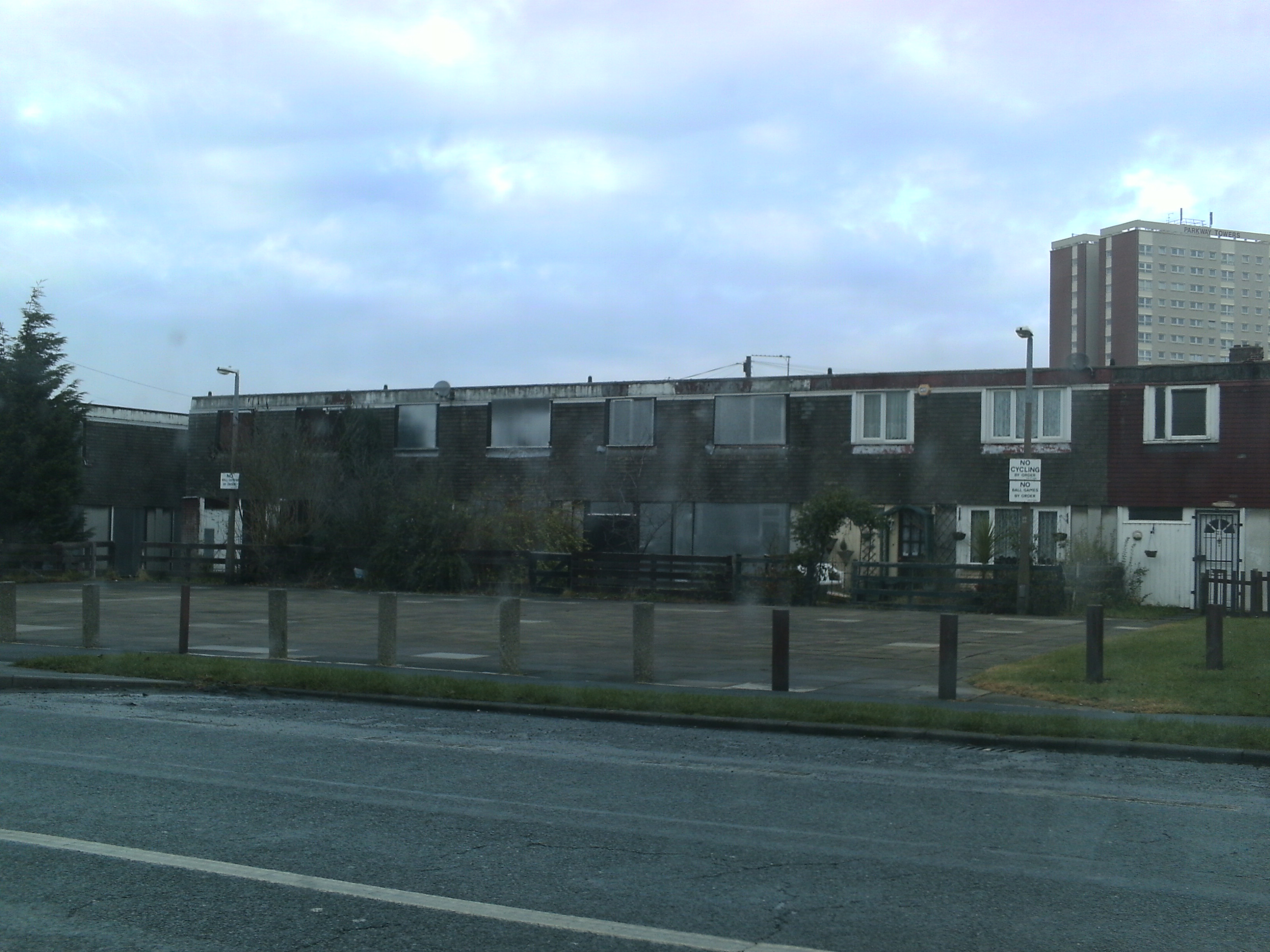
المنازل الجاهزة منازلالمجالس الحكومية في Seacroft، ليدز، المملكة المتحدة

«المصنع مسبقا» تشير للمباني التي تبنى ب أجزاء ومن مكونات (مثل الألواح)، (قطع المنازل) الأقسام القابلة للنقل (المنازل المصنعة)، ويمكن أن تشير ليضا إلى البيوت المتنقلة، أي البيوت التي تسير على عجلات. بالرغم من انها متشلبهة، أي التصميم والطريقة إلا أنه يوجد خطط مستقبلية لمخططات بيوت من طابقين ومخططات منازل مخصصة. هنالك أنواع كبيرة جدا في أنواع البناء هي التي شيدت المنازل المتنقلة والمصنعة وفقا لقوانين البناء في الولايات المتحدة في حين يوجد أيضا بناء وحدات المنازل وفقا لاخلاقيات البيولوجيا (كود البناء الدولي).
- يتم إنشاء وحدات المنازل في الأقسام، ومن ثم نقلها إلى موقع المنزل للبناء وتركيب. وعادة ما يتم تثبيت هذه القطع والتعامل معها وكأنها بيت منتظم، لأغراض التمويل، والتقييم والتشييد، وعادة ما تكون أغلى من الثلاثة أنواع من البيوت الأخرى. على الرغم من أن أجزاء المنزل هي أجزاء مسبقة الصنع، الا انه يتم وضع هذه الأقسام والوحدات معا في بناء الإنشاء مثل الكثير من المنازل العادية. ويتم تصنيف البيوت المتنقلة والبيوت العادية على أنها ممتلكات شخصية وتخفض بمرور الوقت.
- تبنى البيوت المصنعة على الحزم والحديد، ويتم نقلها في أقسام كاملة إلى موقع المنزل، حيث يتم تجميعها.
- منازل متنقلة بنيت على عجلات، يمكن نقل هذا.

يمكن وضع المنازل متنقلة والمنازل المصنعة في حدائق للمنازل المتنقلة، ويمكن أيضا وضع المنازل المصنعة الأراضي الخاصة، وتوفير الأراضي لتصبح مخصصة للمنازل المصنعة.

### المنازل المصنعة
إنشاء المنازل المصنوعة عادة ما ينطوي على ربط أنابيب المياه وخطوط الكهرباء عبر المقاطع، وختم الأجزاء معا. وهذه الابنية يمكن أن تكون مفردة، مزدوجة أو ثلاثية. وهذا التصنيف يعني انه كم مقطع مصنع يحتوي. معظم الشركات المصنعة للبيوت المسبقة الصنع تقوم بتصنيع البيوت بتصميمات مختلفة جدا، كذلك الأمر بوجود مخططات لهذه البيوت على شبكة الإنترنت، ويمكن بناءها على أساس دائم، وإذا صممت بشكل صحيح قد يكون من الصعب تمييزها عن البيوت الأخرى للعين الغير مدربة.
وعادة ما يتم شراء المنازل المصنوعة من شركة مبيعات التجزئة، وتجميعها في البداية من قبل شركة المقاولات المحلية، ومتابعة الإصلاحات التي تقوم بها الشركة المصنعة تحت الضمان.
هذه البيوت المصنعة تذهب في فترة مغسنة ومن ثم تستقر في موقعها الأصلي على الموقع. خلال هذه الفترة يمكن أن يظهرتشققات اثر وجود الرطوبة. كذلك يجب اصلاح أي قطع ركبي بطريقة ير صحيحة، الأسلاك، أعمال السباكة يجب أن تكون اعدت أيضا وكلها تحت الضمان. ممكن ان لا تحل هذه الأخطاء الضمان عندها يحمل اعباءها المستهلك. نتيجة لذلك فان على المستهلك ان يستحدم مقاول حسن السمعو وصادق، إذا لم يتم إكمال الصلاحات فان على الشركة إرسال طاقم الصيانة الاولي لاصلاح أي شيء يتحمله الضمان. وان يحصل فريق الترميم الثانوي قائمة بالاصلاحات. لمجرد ان تم تجميعها على المنازل المصنعة لا يعني انه غير صالح للسكن فورا والتهوية المناسبة. كذلك يجب أن يتم تثبيت التدفئة والسباكة والأنظمة الكهربائية من قبل طاقم المتابعة، والا يجب على المشتري انتظار اعدادات المصنع أو يفعل ذلك بنفسه.

## تاريخيا
البيوت الخشبية هي أكثر البيوت انتشارا في شمال أمريكا، نظرا للكمية الكبيرة المتوفرة من الاخشاب. في الولايات المتحدة، العديد من الشركات التي تقدم البريد لمنازل عدة بين 1902 و 1910 , من بينهم دليل حرق المنازل. في الولايات المتحدة أكثر من 156000 من البيوت المصنعة مسبقا بنيت ما بين 1945 و 1948. . كذلك بيع أكثر من 5000 منزل لافراد القوات الأمريكية في ألمانيا.

### الولايات المتحدة

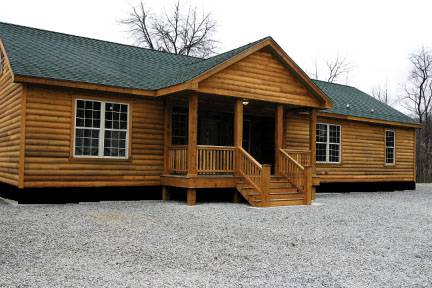
نمط البنية الحديثة المسبقة الصنع في أمريكا الشمالية

البيوت المسبقة الصنع أو المنازل تحتاج جهد اقل بكثير من تلك البيوت الأخرى. معظم الشركات تبيع البيوت كاملة بكل قطعها وهذه البيوت تسمى «البيوت المتنقلة» أو «البيوت المصنعة».
قوانين البناء المحلية في أمريكا الشمالية عادة لا تنطبق على المنازل الجاهزة، بدلا من ذلك بنيت هذه البيوت وفقا لمبادئ توجيهية متخصصة (كود اللوائح الإعدادية أو ما يعادلها الكندية) للمبلني المسبقة الصنع.

### التقسيمات
لا يسمح للمنازل المصنعة في بعض المجتمعات المحلية، وبالتالي، ينبغي للمرء أن يتحقق من مدينته المحلية للعثور على كود بناء للأبنية الجاهزة وقوانين البناء فيما يتعلق المنازل الجاهزة قبل النظر في الشراء..

## أوروبا

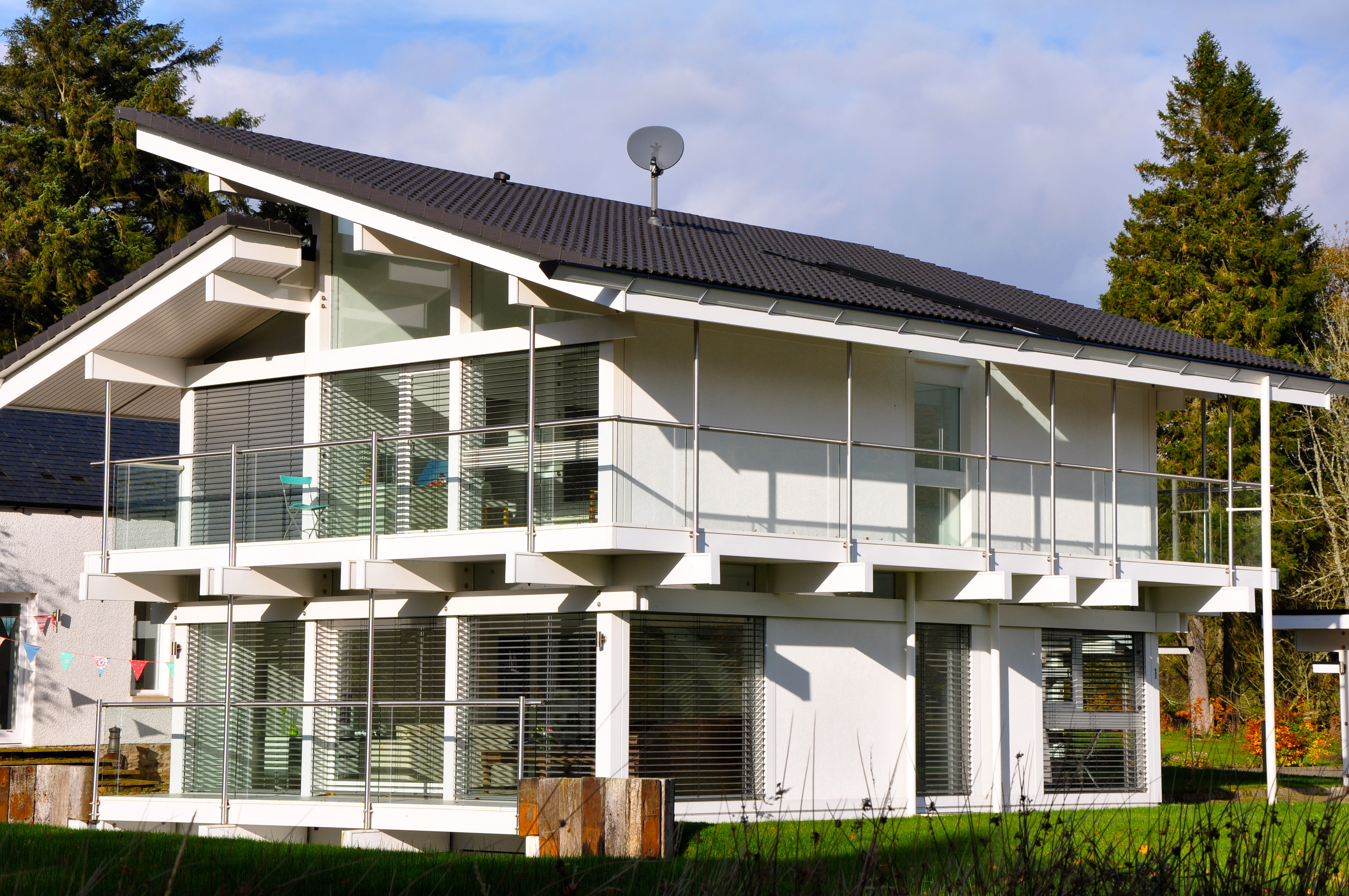
الألمانية للتصنيع (هوف هاوس) قرب (غرب لينتون) اسكتلندا

ليس هناك معيار للسكن لعموم الاتحاد الأوروبي لهذا النوع من بناء المنازل، والتنظيم كان على مر التاريخ على مستوى الحكومة الوطنية. لكن هناك العديد من توجيهات الاتحاد الأوروبي التي لا تنطبق على بناء المساكن والتصميم، ولكن هذه التوجيهات لا تؤثر بشكل مباشر قطاع وحدات المنازل نظرا لاعتبارات الاتحاد الوروبي للتجارة الحرة.
و مع ذلك فمن المتوقع دمج كل وحدات المنازل من الناحية القانونية في أنظمة البناء المحلية بمجرد النتهاء من البناء.

### المملكة المتحدة

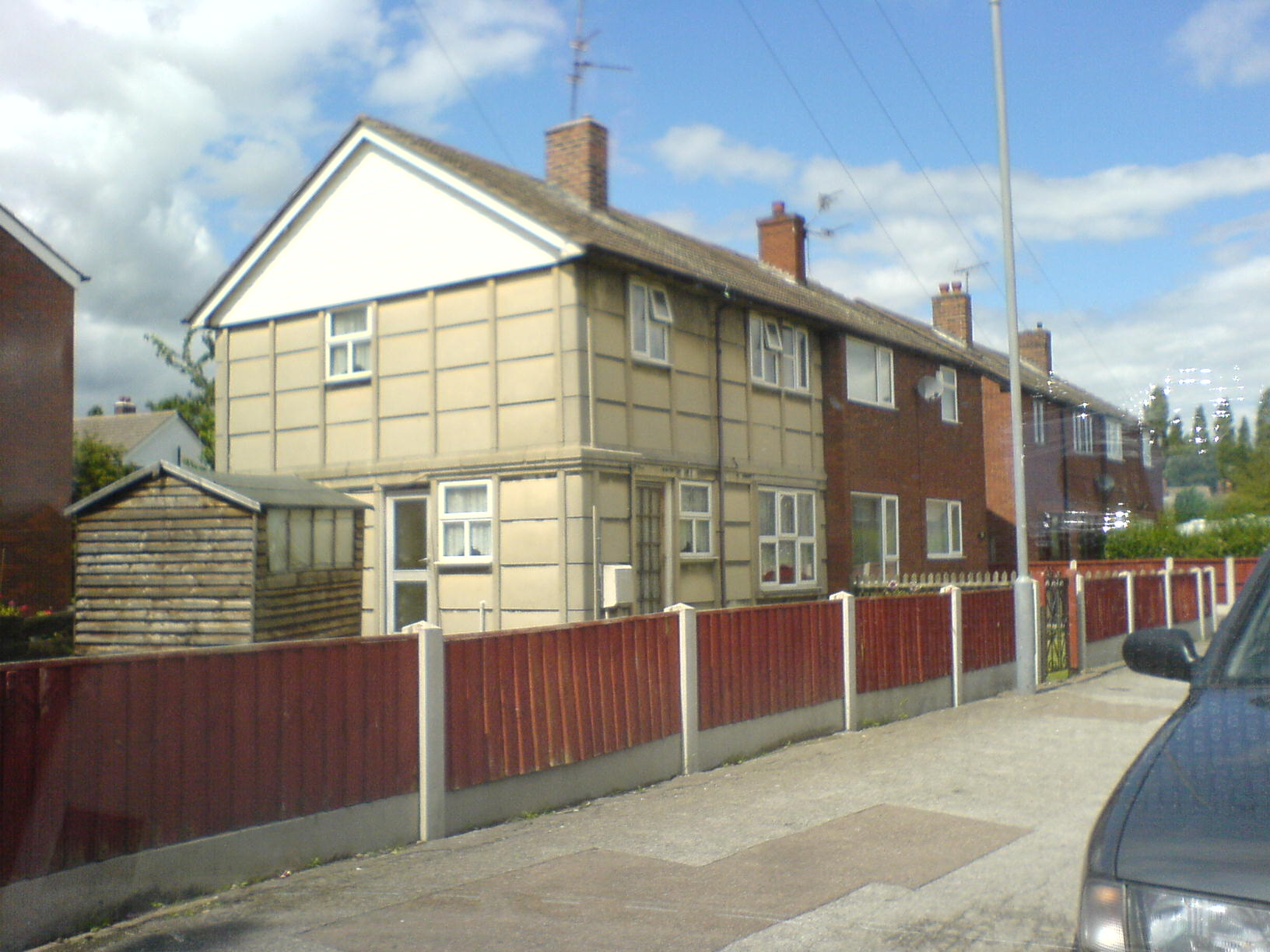
منزل اعيد بناؤه بعد الحرب العالمية الثانية, مماثل لبناؤه السابق

على الرغم من نية ان هذه المساكن لن يكون تدبيرا مؤقتا، وظل العديد من سكنها لعدة سنوات، وحتى عقود بعد انتهاء الحرب.
وهناك عدد قليل لا يزالون يستخدموها للقرن 21, والحكومة البريطانية امرت بإعادة بناء ما دمر منها. .

## أستراليا- أسيا

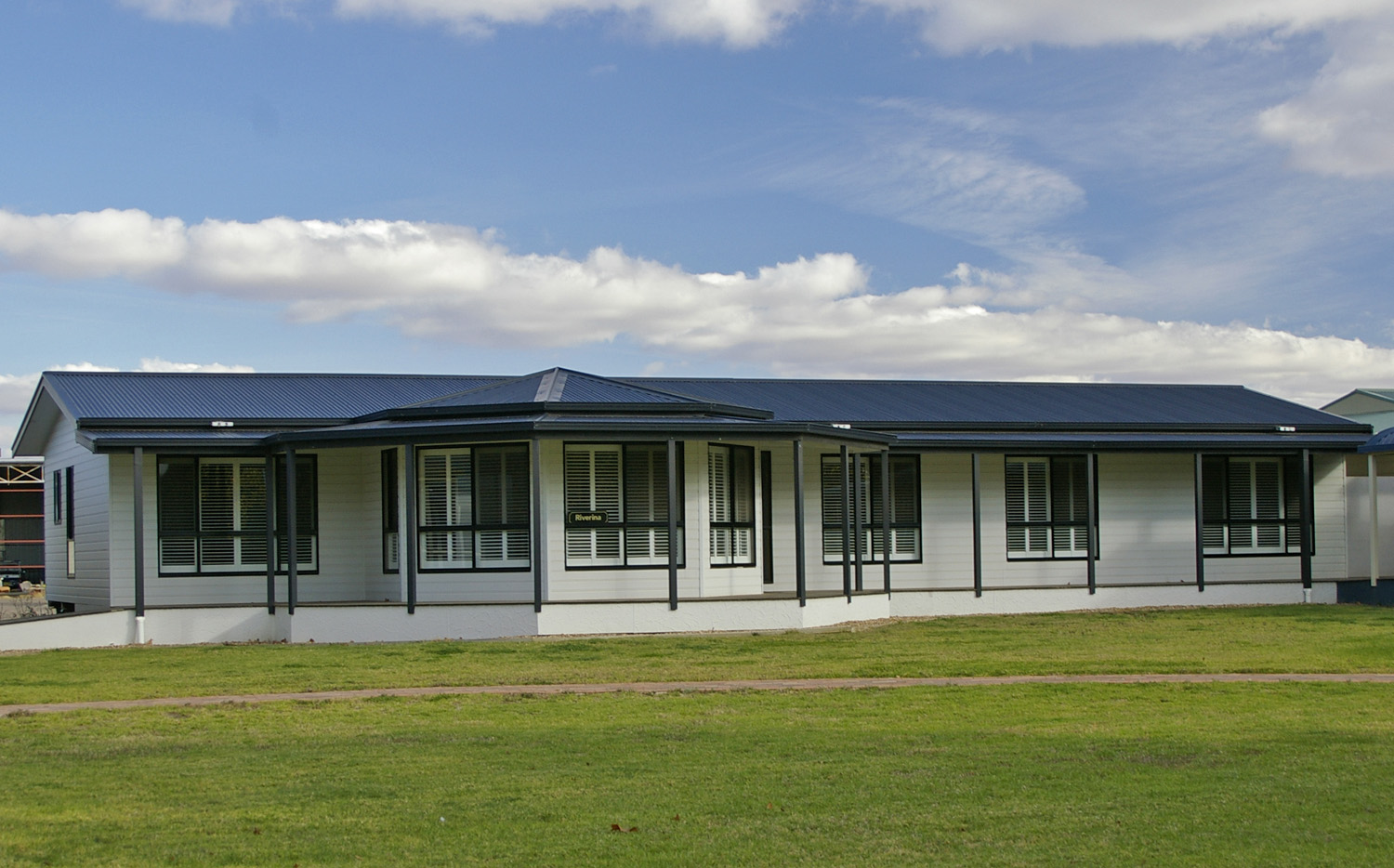
المباني المسبقة الصنع- أستراليا

هناك عدد صغير من بناة الوطن الجاهزة في أستراليا / آسيا في قطاع الإسكان عموما في بناء مساكن جاهزه الا ان النمو السكاني كان قليل..

## وضع المباني حاليا
أصبح للمنازل الجاهزة شعبية كبيرة في أوروبا، كندا والولايات المتحدة كما أنها رخيصة نسبيا بالمقارنة مع العديد من المنازل القائمة في السوق. وقد بددت الأزمة المالية 2007 لكن تكلفة السكن في أمريكا الشمالية وأوروبا. لذلك لا ينبغي ان تكون جميع المنازل الجاهزه لتكون ارخص من القائمة.
حديثا... المهندسين المعماريين والمباني مسبقة الصنع هما وسيلة لايصال تصميم جيد وإنتاجه بكميات كبيرة.
والعمارة الحديثة تستني عن الزخرفة ب خطوط نظيفة ومفتوحة.
و بسبب بساطة التصميم والهندسة المعمارية الحديثة (إلى جانب وفر التكاليف التي تميل مع التصميم البسيظ) كثيرة في قطاع الإسكان وان العمارة الحديثة ملائمة لتصاميم البناء الجاهزة.

## وصلات إضافية
- National Association of Home Builders (US) - "NAHB's Building Systems Council's Concrete, Log, Modular, and Panelized Homes
- "Out & about: architecture: Prefab sproutings" by Jonathan Glancey in Guardian Unlimited, Wednesday August 31, 2005, accessed 12 October 2007
- From Africa to Queens Waterfront, a Modernist Gem for Sale to the Highest Bidder by William Hamilton in the NY Times on 1950s French modernist prefab built for Africa
- International Association of Home Builders